# Kopaniny (województwo zachodniopomorskie)
Kopaniny – osada w Polsce położona w województwie zachodniopomorskim, w powiecie gryfickim, w gminie Płoty.
W latach 1975–1998 miejscowość administracyjnie należała do województwa szczecińskiego.